# Oh, What a Knight (film, 1928)
Pour plus de détails, voir Fiche technique et Distribution.
Oh, What a Knight est un court métrage de la série Oswald le lapin chanceux, produit par les studios Disney et sorti le 28 mai 1928.

## Synopsis
Oswald est un troubadour chevauchant une mule mais chute d'une colline directement dans un château médiéval. Il tente de conquérir une princesse (Ortensia) gardée prisonnière par son père, Pete.

## Fiche technique
- Titre : Oh, What a Knight
- Série : Oswald le lapin chanceux
- Réalisateur : Walt Disney et Ub Iwerks
- Camera[1] : Mike Marcus
- Producteur : Charles Mintz
- Production : Disney Brothers Studios sous contrat de Robert Winkler Productions
- Distributeur : Universal Pictures
- Pays de production :  États-Unis
- Format d'image : court métrage noir et blanc
- Durée : 6 minutes
- Genre : dessin animé comique
- Langue : anglais américain
- Date de sortie : États-Unis : 28 mai 1928[1],[2],[3]
- Autres dates[1] :
  - Dépôt de copyright : 30 mars 1928 par Universal

## Commentaires
La musique composée par Robert Israel reprend des préludes de Richard Wagner. Le dessin animé commence sur l'ouverture de Die Meistersinger von Nürnberg, le combat à l'épée utilise le prélude de l'acte III de Lohengrin.